# 汤姆·琼斯 (小说)
《棄兒湯姆·瓊斯的歷史》（The History of Tom Jones, a Foundling），或稱《湯姆‧瓊斯》（Tom Jones），是英國劇作家以及小說家亨利·菲爾丁（1707年—1754年）的代表作品。小說首次發表於1749年2月28日，全書共18卷。內容主要講述棄兒湯姆·瓊斯的生活遭遇。

## 故事概要
湯姆·瓊斯是個私生子，出世不久即被拋棄，後被紳士甄可敬收養了。湯姆後來與莊園主的女兒蘇菲亞互相愛上對方，但甄可敬的外甥布力非對此非常嫉妒，於是經常在甄可敬面前中傷湯姆，結果湯姆被逐出家。然後他到了倫敦，卻因打傷了一個流氓而入了監獄。與此同時，蘇菲亞的父親強迫蘇菲亞嫁給布力非，蘇菲亞只好逃到倫敦找到湯姆。
故事後來，湯姆的身份被揭發，原來他就是甄可敬妹妹的私生子，和布力非是同母異父的兄弟。布力非迫害湯姆的陰謀最後也敗露了，湯姆則與蘇菲亞結婚。
　

## 中文譯本
這部小說最先譯名為《妥木宗斯》，為伍光建所譯，之後有《湯姆.瓊斯》、《棄兒湯姆.瓊斯史》、《棄兒湯姆.瓊斯的歷史》等。
- 《妥木宗斯》，伍光建選譯，上海商務印書館，1934年
- 《唐姆瓊斯》，孫主民譯，臺北五洲出版，1964年
- 《湯姆瓊斯》，張華譯，臺北敬恒出版，1979年
- 《湯姆.瓊斯》，宋碧雲譯，臺北遠景出版，1979年11月
- 《湯姆.瓊斯》，李美玉。商務印書館，1990年6月
- 《棄兒湯姆.瓊斯史》，張穀若譯。上海譯文出版社，1993年10月
- 《棄兒湯姆.瓊斯的歷史》，蕭乾、李從弼譯。臺北光復，1994年11月
- 《湯姆.瓊斯》，黃喬生譯。南京譯林出版社，2004年1月
- 《湯姆.瓊斯》，劉蘇周譯。長江文藝出版社，2009年5月
- 《湯姆.瓊斯》，劉蘇周譯，花城出版社，2014年12月
- 《湯姆.瓊斯》，陳錦慧譯，臺北商周出版，2019年11月

## 評論
這小說所描述的社會背景十分廣闊，前六卷寫鄉村，中間六卷寫湯姆從鄉村到倫敦的情景，後六卷則寫倫敦。此外，作者透過不同人士言行和思想感情的描寫，概括當時英國社會生活的全貌；並透過各人物命運及相互關係的描寫，表現善最終必戰勝惡的人道主義理想。所以就作品反映現實的廣度和深度來說，這作品可稱為英國18世紀社會的散文史詩。
藝術方面，這小說也有很高的成就。英國著名詩人柯勒律治曾說這部作品的情節是有史以來在佈局上最完美無疵的其中一部，它的結構更是英國小說的典範。

## 外部連結
- Full text of The History of Tom Jones, a Foundling （页面存档备份，存于） from Project Gutenberg